# Robbie Kruse
Robbie Thomas Kruse (Brisbane, 1988. október 5. –) ausztrál labdarúgó, jelenleg a Melbourne Victory és az ausztrál válogatott játékosa.

## Klub karrierje

### Ifjúsági csapatok
A fiatal Kruse a patinás Queensland Academy of Sport intézményében, később az Australian Institute of Sport futball programjának keretein belül edződött.

### Brisbane Roar
2007 nyarán, 18 évesen az ausztrál első osztályban szereplő Brisbane Roar csapatához szerződött. Kruse az idény kezdete előtt egy edzésen megsérült, így csak októberben mutatkozhatott be tétmérkőzésen. Első ausztrál élvonalbeli mérkőzésén - méghozzá a születésnapján - góllal debütált. Kruse ezután a Brisbane alapemberének számított, villámgyors szélsőként elnyerte a Skippy becenevet. (Skippy a kenguru egy ausztrál gyereksorozat címszereplője volt.) 2008-ban egy éjszakai verekedés után a csapatvezetőség bizalma megingott Kruse-ban, egy darabig ritkábban számítottak rá kezdőként. A Brisbane-ben eltöltött két idénye alatt a csapat mindkétszer bejutott a bajnokság kiesés szakaszába, ám egyik alkalommal sem jutottak döntőbe.

### Melbourne Victory
Kruse 2009 szeptemberében a címvédő Melbourne Victoryhoz szerződött. Első mérkőzését új csapatában a Wellington Phoenix ellen játszotta, az 58. percben, csereként állt be. Első gólját novemberben szerezte: a Gold Coast United hálójába talált be. 2010 januárjában a Perth Glory ellen mesterhármast jegyzett. Az idényt a második helyen zárták, végül a nagydöntőben tizenegyesekkel alulmaradtak a Sydney-vel szemben.

A 2010-11-es szezonban futott be igazán Kruse. 11 találatával a góllövőlista (megosztott) második helyén végzett, emellett bekerült a liga álomcsapatába. 2010 decemberében két találatával eldöntötte a Melbourne-derbit. (A Victory a Heart ellen.)

### Fortuna Düsseldorf

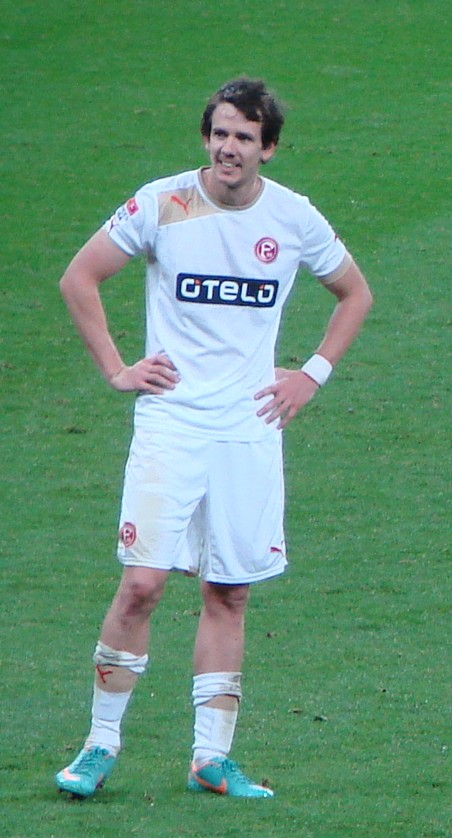
Kruse (2012)

A 22 éves Kruse az idény végén a nagyobb kihívást nyújtó európai futballt választotta és leszerződött a német másodosztályú Fortuna Düsseldorf csapatához. A második fordulóban, egy Paderborn 07 elleni meccsen debütált, csereként. Az őszi szezon során rendre a kispadról állt be, mérkőzésenként 10-15 percet kapott. Sajnos ínszalag problémák miatt majdnem az egész tavaszi szezont ki kényszerült hagynia. A Bundesliga II harmadik helyén végzett Düsseldorf az osztályozó mérkőzésen legyőzte a Hertha BSC-t, így feljutott a német élvonalba. (Kruse az osztályozó egyik meccsén sem lépett pályára.
A meggyőző előszezon után Kruse a kezdőcsapatban kapott helyet, melyet remek játékkal hálát meg. Első Bundesliga mérkőzésen az Augsburg ellen rögtön gólpasszt adott. Első gólját novemberben, a Hoffenheim ellen szerezte. A 4 góllal és 6 gólpasszal záró Kruse a középmezőny végéhez tartozó Düsseldorf vezérének számított, így több nagy múltú Bundesliga-csapat is felfigyelt rá.

### Bayer Leverkusen
2013 áprilisában 3 éves szerződést kötött a Bayer Leverkusennel. A harmadik játéknapon, a Mönchengladbach ellen debütált csereként. 2013. szeptember 21-én először lépett pályára kezdőként: ezen a mérkőzésen két gólt és egy gólpasszt jegyzett. Szintén ebben a hónapban Kruse végre pályára léphetett a Bajnokok Ligájában, 12 percet kapott egy Manchester United elleni csoportmeccsen. 2013 decemberében, a Freiburg elleni Német kupa mérkőzésen már az első percben betalált - a Leverkusen tovább is jutott. Az őszi szezon során rendre csereként váltotta a Sam-Szon szélsők egyikét, nem sikerült magát beverekednie a kezdőcsapatba. 2014 januárjában keresztszalag-szakadást szenvedett, így a teljes tavaszi idényt ki kellett hagynia.

## Válogatottság
Kruse tagja volt a 2005-ös U17-es világbajnokságon részt vevő ausztrál válogatottnak, az Uruguay elleni győztes csoportmeccsen gólt is szerzett. 2011. január 5-én debütált a felnőtt válogatottban egy Egyesült Arab Emírségek elleni Ázsia-kupa selejtezőn. Tagja volt a 2011-es Ázsia-kupára utazó keretnek. Az elődöntőben lezajlott Üzbegisztán elleni kiütéses győzelem során talált be először a felnőtt válogatott színeiben. A döntőben is pályára lépett, ám a kupát a japán válogatott nyerte.

2013 nyarán az ausztrál válogatottal kijutott a 2014-es világbajnokságra, ám 2014 januárjában keresztszalag-szakadást szenvedett, így a VB-szereplésről le kellett mondania.

### Válogatott góljai
| #  | Időpont             | Helyszín                                   | Ellenfél    | Gólok | Eredmény | Kiírás                                     |
| -- | ------------------- | ------------------------------------------ | ----------- | ----- | -------- | ------------------------------------------ |
| 1. | 2011. január 25.    | Khalifa International Stadion, Doha, Katar | Üzbegisztán | 0-6   | 0-6      | 2011-es Ázsia-kupa                         |
| 2. | 2011. augusztus 10. | Cardiff City Stadion, Cardiff, Wales       | Wales       | 0-2   | 1-2      | barátságos mérkőzés                        |
| 3. | 2013. június 11.    | Docklands Stadion, Melbourne, Ausztrália   | Jordánia    | 3-0   | 4-0      | 2014-es labdarúgó-világbajnokság-selejtező |
| 4. | 2015. január 13.    | Stadium Australia, Sydney, Ausztrália      | Omán        | 0-2   | 0-4      | 2015-ös Ázsia-kupa                         |

## Sikerei, díjai

### Csapat
- Ázsia-kupa győztes: ausztrál válogatott, 2015

### Egyéni
- Harry Kewell Medal: Melbourne Victory 2010/11

(A Harry Kewell Medallt az adott szezon legjobb 23 éven aluli ausztrál labdarúgója kapja.)
- Az év ausztrál játékosa: Fortuna Düsseldorf és Bayer Leverkusen 2012/13

(A PFA Footballer of the Year Awardot az adott szezon legjobb ausztrál labdarúgója kapja.)